# Little Chef
Little Chef war eine 1958 gegründete britische Restaurant-Kette, deren Filialen sich hauptsächlich an britischen Autobahn-Raststätten befanden.

## Geschichte

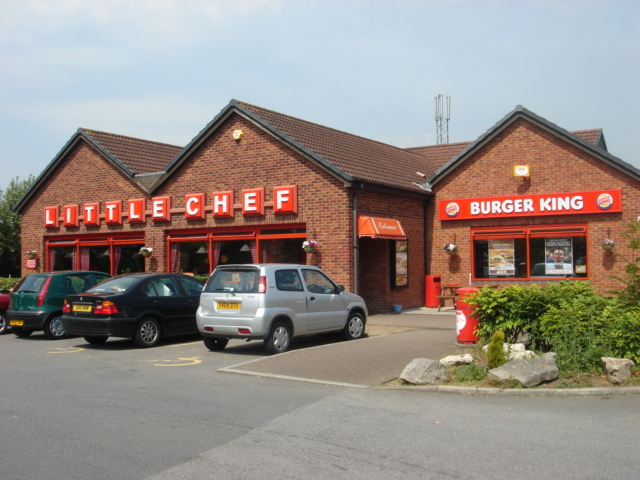
Typische Little Chef-Filiale

Sam Alper eröffnete die erste Little Chef Filiale in Reading, Berkshire. Inspiriert wurde der Caravan-Konstrukteur durch so genannte „Road-Diners“, die er zuvor in den USA gesehen hatte.
In den späten 1980er Jahren genoss Little Chef großen Rückhalt in der englischen Bevölkerung, vor allem Kaufleute zählten zu den Gästen. Little Chef war zwar für gute Qualität der Speisen bekannt, doch waren die Preise seit jeher, verglichen mit anderen Raststätten, überdurchschnittlich hoch. Zudem galten die typisch britische Speisekarte sowie das Ambiente der meist in typisch britischen Backstein-Bauten befindlichen Restaurants als wenig aufregend und konservativ. Auch setzte dem Unternehmen ab den 80er Jahren die Konkurrenz durch nun immer häufiger an Raststätten vorhandene Filialen von Fast-Food-Ketten wie McDonald’s, KFC, Burger King und Subway zu.
Ab 2002 war das Unternehmen in Besitz des Private-Equity-Investors Permira. 2005 wurden 130 der insgesamt 364 Filialen geschlossen. Anteile von Little Chef wurden kurz darauf an die Peoples Restaurant Group Ltd. verkauft. Trotzdem galt Little Chef weiterhin als die größte Raststätten-Kette in Großbritannien mit mehr als 20 Millionen Gästen im Jahr.
Ab 2007 wurde versucht, das veraltete Image mithilfe des Star-Kochs Heston Blumenthal aufzuwerten, der neue Gerichte entwarf und dabei medienwirksam vom Fernsehsender Channel 4 begleitet wurde. Diese Gerichte wurden jedoch nach kurzer Zeit wieder aus dem Angebot gestrichen, da sie nicht erfolgreich waren. In den darauffolgenden Jahren ging die Zahl der Filialen immer weiter zurück, da sie geschlossen oder unter anderem Namen weitergeführt wurden, und die Marke wechselte mehrfach den Besitzer.
Zum 31. Januar 2018 wurde die Marke Little Chef eingestellt und die letzten verbliebenen Restaurants umgeflaggt.